# Tuchola
Tuchola (polsk udtale: [tuˈxɔla]; tysk: Tuchel; Kasjubisk: Tëchòlô er en by i det nordlige Polen i voivodskabet Kujawsko-pomorskie og har 13.408(2021) indbyggere, og et areal på 17,69 km². Den er administrationsby i powiat Tuchola.

## Geografi
Tuchola ligger omkring 50 km nord for Bydgoszcz, tæt på T Tucholaskovene øst og nord for byen. Her ligger Bory Tucholskie Nationalpark der blev udpeget til biosfærereservat af UNESCO i 2010,  og Tuchola Landskabspark (Tucholski Park Krajobrazowy).

## Historie
Bosættelsen omkring Tuchola stammer fra 980, mens byen første gang blev nævnt i 1287, da den lokale kirke blev indviet af ærkebiskoppen af Gniezno Jakub Świnka.